# Муса II ибн Муса
Муса́ II ибн Муса́ (исп. Musa II ibn Musa; 787/788 или 801—26 сентября 862) — глава муваладской семьи Бану Каси (788/789—862), вали Туделы (841?—842 и 843—862) и Сарагосы (841—842 и 852—860). При Мусе II влияние Бану Каси на северо-восточные области Пиренейского полуострова достигло своей наивысшей точки.

## Биография

### Начало правления
Муса II был сыном главы семьи Бану Каси Мусы I ибн Фортуна, убитого в 788/789 или 802 году при подавлении антихалифского мятежа в Сарагосе. Известно, что Муса II родился за год до гибели своего отца. Матерью Мусы ибн Мусы была женщина, чьё имя точно не установлено и которая, кроме Мусы ибн Фортуна, была также супругой одного из вождей басков Иньиго Хименеса и матерью первого короля Наварры Иньиго Аристы. Неизвестно, какой из этих браков был первым, а какой вторым. Близкое родство между Мусой и Иньиго Аристой стал причиной заключения тесного союза между этими двумя правителями, что стало определяющим фактором для истории Пиренейского региона в следующие 50 лет.
От отца Муса II наследовал право возглавить семью, однако неизвестно, кто управлял в его малолетство владениями Бану Каси, которые в это время включали область вокруг городов Арнедо, Альфаро и Калаорра. В 803 году Бану Каси подняли мятеж против эмира Кордовы аль-Хакама II, во время которого при помощи басков взяли Туделу, уже в 804 году были вынуждены её оставить, но успешно противостояли попыткам халифа захватить их семейные земли.
Первые свидетельства о деятельности Мусы II ибн Мусы относятся к 820 году, когда он вместе с Иньиго Аристой, согласно некоторым хроникам, оказал помощь Гарсии I Злому в захвате графства Арагон. В 822 году земли Бану Каси, вопреки заключённому между Кордовским эмиратом и Франкским государством перемирию, подверглись неожиданному нападению графа Барселоны Рампо, в ответ на которое Муса II разорил области вокруг Сердани и Нарбонны. Это сделало Бану Каси врагом франков. В 824 году соединённое войско Мусы II, Иньиго Аристы и Гарсии I Злого разгромило в Ронсевальском ущелье большое войско франков, возвращавшееся из похода на Памплону. Эта битва, вошедшая в историю как вторая Ронсевальская битва, дала возможность королевству Наварра и графству Арагон обрести полную независимость от Франкского государства. О дальнейшей деятельности Мусы II ибн Мусы ничего не известно до 838 года, когда он упоминается среди военачальников эмира Абд ар-Рахмана II. В этом году Муса совершил поход в Алаву, где взял и разрушил крепость Гарата. В 839 году он ещё раз разорил эту область.

### Время мятежей

#### Мятеж 840/841 года
Главной чертой правления Мусы II ибн Мусы в 840-х годах является его участие в многочисленных мятежах против правителей Кордовского эмирата. Первый мятеж Муса II ибн Муса поднял против эмира Абд ар-Рахмана II в 840/841 году в ответ на нападение на земли его союзника, короля Памплоны Иньиго Аристы, и изгнание его родственника Абд аль-Йабарра ибн Каси братьями Абдаллахом и Амиром ибн Кулайб, занимавшими посты вали Сарагосы и Туделы. В ответ сын эмира, Мухаммад, и военачальник Абд аль-Вахид ибн Йазид Искандерани совершили поход во владения Мусы и Иньиго. Мятеж завершился примирением Мусы II с эмиром и, вероятно, передачей Мусе должностей вали Туделы и Сарагосы.

#### Мятеж 842—844 годов
Летом 842 года Муса II ибн Муса, обладавший в это время титулами вали Туделы и вали Сарагосы, вновь в составе войска эмира участвовал в походе в Алаву. Хотя его отряд находился в авангарде и Муса не раз подвергался опасности, командующий войском, Убайд Аллах аль-Баланси, обвинил Мусу ибн Мусу в преступной дружбе с христианами, так как тот запретил своим воинам разорять владения его союзника, короля Памплоны Иньиго Аристы. Абд ар-Рахман II, поверивший обвинениям, объявил Мусу лишённым всех его владений, а назначенные эмиром новые вали разграбили имения главы Бану Каси. В ответ Муса ибн Муса укрепился в Туделе и поднял мятеж. Против мятежников выступил новый вали Сарагосы аль-Харет ибн Вази, который сначала разбил войско Мусы под Борхой и взял город, а затем нанёс поражение ещё одному войску Бану Каси, взяв в плен и казнив его военачальника, одного из сыновей Мусы. Осадив Мусу II в Туделе, аль-Харет заставил главу Бану Каси сдать ему город, но вопреки заключённому с ним перемирию не прекратил против него военные действия. Видя превосходство своих врагов, Муса обратился за помощью к королю Памплоны, который прислал к нему войско во главе со своим сыном Гарсией Иньигесом. Вероятно в сентябре, около города Тсалма произошло сражение, в котором войско союзников нанесло противнику сокрушительное поражение, когда аль-Харет попытался переправить своих воинов на другой берег реки Эбро. Потеряв в сражении один глаз, вали Сарагосы попал в плен к Мусе. После этого каждый из союзников возвратился в свои владения.
Узнав о поражении аль-Харета, эмир Абд ар-Рахман II, несмотря на эпидемию холеры, охватившую в это время Кордову, начал собирать новое войско и в мае 843 года послал против мятежников своего сына Мухаммада. Уже в июне Мухаммад, осадивший Мусу II в Туделе, заставил его сдать город и отказаться от всех своих владений, кроме Арнедо. Пленённый в прошлом году аль-Харет был освобождён. В июле войско Мухаммада подошло к Памплоне, где ему навстречу выступило большое войско из наваррцев, арагонцев, галисийцев, кастильцев и алавцев, а также тех из Бану Каси, которые не смирились с капитуляцией Мусы. В произошедшем под стенами города сражении, кордовцы нанесли мятежникам сокрушительное поражение. Погибло множество христианских воинов, в том числе брат короля Наварры Фортун Иньигес, которого хроники называли «первым воином королевства». Погиб и один из братьев Мусы ибн Мусы, голова которого была доставлена эмиру в Кордову и для устрашения мятежников выставлена на всеобщее обозрение. Иньиго Ариста и его сын Гарсия получили ранения и бежали с поля боя. Шестьдесят знатных христиан перешли на службу к эмиру Кордовы, в том числе брат графа Арагона Веласко Гарсес. Некоторые арабские исторические хроники говорят и о участии самого Мусы ибн Мусы в этой битве на стороне мятежников, но современные историки считают эти свидетельства ошибочными.
Сохранив Арнедо, Муса II в 844 году вновь собрал войско, предполагая в удобный момент выступить против эмира. Абд ар-Рахман также готовился к новому походу против Мусы и собирал войско в Сарагосе, когда в августе ему стало известно о высадке на атлантическом побережье Пиренейского полуострова большого войска норманнов.

#### Война с норманнами
2 августа 844 года норманны, ранее напавшие на Галисию, прибыли на многих кораблях к побережью Кордовского халифата. Высадившись у Лиссабона, они разорили окрестности этого города, захватили и сожгли Кадис и Медина-Сидонию. Затем викинги поднялись на кораблях вверх по Гвадалквивиру и после ожесточённого сражения заняли Севилью, сделав её опорным пунктом для своих дальнейших набегов. Узнав об этом, Абд ар-Рахман II отказался от намерения начать войну с Мусой II и направил собранное к этому времени войско против норманнов. Эмир обратился с личным письмом к главе Бану Каси, в котором, признавая заслуги его семьи, призвал Мусу выступить против общих врагов. Муса дал на это согласие и во главе собственного войска двинулся к Севилье, в то время как Абд ар-Рахман II продолжил сбор нового войска для борьбы с норманнами. Прибыв в окрестности Севильи, Муса II неожиданным нападением из засады уничтожил большой отряд викингов, выступивших из города для очередного набега. Эта победа мусульман заставила норманнов покинуть Севилью. 11 ноября войско, собранное эмиром, и ополчение местных жителей при Табладе нанесло викингам ещё одно поражение. Потеряв бо́льшую часть воинов и судов, остатки норманнов были вынуждены покинуть Пиренейский полуостров.

#### Мятежи 845—850 годов
Мир между Мусой II ибн Мусой и Абд ар-Рахманом II не продлился и года: уже в 845 году глава Бану Каси при поддержке короля Наварры восстал против эмира, но быстро примирился с ним, когда войско сына эмира, Хишама, взяло Туделу, а старший сын Мусы, Лубб I ибн Муса, перешёл на службу к Абд ар-Рахману II. После приведения к покорности Мусы, войско мусульман совершило успешный поход на Памплону. Муса снова восстал и в 846 году, но вновь должен был подчиниться Хишаму ибн Абд ар-Рахману.
В 847 году Муса II в союзе с королём Иньиго Аристой поднял новый мятеж, возмущённый захватом принадлежащего ему каравана губернатором Верхней Границы ибн Кулайбом. После того как ибн Кулайб осадил Туделу, где укрылся Муса ибн Муса, и сюда на помощь губернатору прибыл с войском сын эмира, Мухаммад, глава Бану Каси незамедлительно заключил с эмиром мир на условиях признания над собой власти Абд ар-Рахмана II в обмен на сохранение всех своих владений. Примирившись с Мусой, Мухаммад затем двинулся к Памплоне, взял город и почти полностью его разрушил. При этом Муса II ибн Муса не оказал своим союзникам никакой помощи, предпочтя этому гарантии сохранения своих владений, данные ему эмиром.
Очередной мятеж Муса II поднял в союзе с Иньиго Аристой в 850 году. Глава Бану Каси разорил окрестности Туделы, взял Тарасону и Борху, но приближение большого войска, посланного Абд ар-Рахманом II, заставило Мусу ибн Мусу вновь признать себя верным эмиру Кордовы и выдать ему заложником одного из своих сыновей, Исмаила ибн Мусу. В ответ эмир подтвердил за Мусой титул вали Туделы. Это был последний из мятежей, поднятых Мусой II ибн Мусой против правителей Кордовского эмирата.

### «Третий король Испании»

#### Первое сражение при Альбельде
Примирившись с эмиром Кордовы, Муса II ибн Муса активизовал военные действия против христиан Астурии и в 851 году (или в 852 году) в двухдневной битве около Альбельды, основателем которой некоторые исторические хроники называют самого Мусу, разбил войско короля Ордоньо I.
В первый день битвы успех был на стороне астурийцев и мусульмане понесли значительные потери. Во время сражения Муса II ибн Муса получил 35 ударов мечом, но его доспехи выдержали все удары, а на следующий день войско Мусы само успешно атаковало войско короля Астурии и обратило христиан в бегство, убив множество из них.
В награду за эту победу эмир Абд ар-Рахман II даровал Мусе II ибн Мусе титул вали Сарагосы, а также, вероятно, губернатора Верхней Границы, контролировавшего северо-западные территории эмирата.

#### Походы 855—856 годов
В 852 году умер Абд ар-Рахман II. Новым эмиром Кордовы стал его сын Мухаммад I, которому Муса II ибн Муса незамедлительно принёс клятву верности, а эмир подтвердил право главы Бану Каси на все его владения. В 855 году Муса ибн Муса совершил по просьбе Мухаммада I поход в Алаву, где разорил многие поселения, а в 856 году вторгся сюда уже вместе с самим эмиром Кордовы, захватил несколько замков и снова уничтожил здесь посевы и виноградники.
В 856 году Муса II также совершил поход в Испанскую марку. Не встречая сопротивления со стороны графа Барселоны Одальрика, войско мусульман захватило города Террасса и Таррега и хотя Барселона взята не была, вся территория графства была полностью разорена. Захваченная в этом походе Мусой добыча была столь огромна, что на эти средства глава Бану Каси смог перестроить и значительно расширить главную мечеть Сарагосы. Среди пленных христиан были герцог Васконии Санш II Санше и граф Перигора Эменон, впоследствии освобождённые Мусой II по просьбе короля Западно-Франкского королевства Карла II Лысого.

#### На вершине славы
В 856 году могущество Мусы II ибн Мусы находилось в своей наивысшей точке. В его владении были такие крупные города как Сарагоса, Арнедо, Тудела, Тарассона и Нахера. В 859 году к этим городам присоединилось и Толедо, где по призыву местных жителей вали стал сын Мусы, Лубб, и эмир Мухаммад I должен был согласиться с этим выбором. Таким образом члены семьи Бану Каси контролировали почти все северо-западные земли Кордовского эмирата. Совершив в 850-х годах несколько успешных походов против христиан и контролируя границу с христианскими Кастилией, Наваррой, Арагоном, Алавой и Испанской маркой, Муса II заслужил у испано-мусульманских авторов прозвание «Меч кордовцев». К 856 году «Хроника Альфонсо III» относит сообщение, согласно которому: «…Из-за этих побед, Муса возгордился настолько, что велел своим людям называть его третьим королём Испании…». Современные историки также придерживаются мнения, что Муса ибн Муса был одним из наиболее влиятельных правителей Пиренейского полуострова IX века.

### Последние годы

#### Второе сражение при Альбельде
Несмотря на столь большое влияние в регионе, период могущества Бану Каси продлился очень недолго. Начало упадка семьи положил разрыв союза с королевством Наварра. В ответ на неоднократные перемирия Мусы II с эмирами Кордовы, за которыми следовали разорительные походы войск мавров на Памплону, король Гарсия I Иньигес в 858 году заключил союз с королём Астурии Ордоньо I. Муса, недовольный заключением подобного союза, в 859 году в обмен на неприкосновенность своих владений беспрепятственно пропустил через свои земли большой отряд норманнов, двигавшихся вверх по Эбро. В результате внезапного нападения на Памплону викинги захватили в плен короля Гарсию I, освободив его только после получения крупного выкупа. После ухода норманнов, Муса II сам двинулся с войском на столицу Наварры, однако король Ордоньо I, узнав о нападении на своего союзника, также выступил с войском в поход и осадил принадлежавшую Мусе крепость Альбельду, заставив того прервать поход и возвратиться для защиты собственных владений.
Попытка Мусы II ибн Мусы атаковать лагерь христиан с ходу не удалась, что заставило его укрепиться на близлежащей возвышенности Латурс (около современного города Клавихо). Оставив меньшую часть войска осаждать Альбельду, Ордоньо II с остальным войском, к которому присоединился и король Гарсия I, внезапно атаковало позиции мусульман и обратило врагов в бегство. «Хроника Альфонсо III» сообщает о 10 000 убитых маврах. Среди погибших был Гарсия, зять Мусы II. Сам глава Бану Каси получил тяжёлое ранение, но сумел бежать с поля боя. Христианам достался весь лагерь мусульман, в котором, среди прочих трофеев, были обнаружены подарки, посланные Мусе королём Западно-франкского королевства Карлом II Лысым. Через шесть дней после битвы была взята Альбельда. По приказу короля Астурии все находившиеся здесь мусульмане были казнены, а сама крепость разрушена. Победа при Альбельде стала одной из крупнейших побед христиан за всю историю Реконкисты, став одним из прообразов полулегендарной битвы при Клавихо.

#### События 860—861 годов
Воспользовавшись поражением в битве при Клавихо как предлогом, опасавшийся влияния главы Бану Каси эмир Мухаммад I в 860 году лишил Мусу II ибн Мусу титула вали Сарагосы, поставив здесь наместником Абдаллаха ибн Йахъю, а также отобрал у него должность губернатора Верхней Границы. В этом же году, в качестве ответа на прошлогоднее поражение своего вассала, эмир Кордовы совершил успешный поход на Памплону, взял город и пленил сына и наследника короля Гарсии I Фортуна Гарсеса, который провёл в заключении в Кордове следующие 20 лет. Муса ибн Муса называется среди участников этого похода. Под 861 годом хроники сообщают о прибытии к Мусе II послов короля Наварры с предложением мира и о новом набеге главы Бану Каси на земли Испанской марки.

#### Смерть Мусы II ибн Мусы
Муса II ибн Муса умер в 862 году от ран, полученных в столкновении с собственным зятем, вали Гвадалахары Ицраком ибн Салимом. Арабский историк Ибн аль-Кутийа в своей хронике рассказывает, что осадив однажды Гвадалахару, Муса согласился примириться с её правителем только после того, как тот возьмёт в жёны его дочь. Опасаясь, что отказ приведёт к взятию города, Ицрак ибн Салим дал согласие на брак, но зная, что эмир Мухаммад I считает Мусу своим врагом, правитель Гвадалахары прибыл в Кордову и оправдался перед эмиром, объяснив свои действия только крайней необходимостью и заявив, что продолжает быть врагом Мусы. Узнав об этом, глава Бану Каси вновь осадил Гвадалахару, однако, вызванный на поединок своим зятем, получил от Ицрака тяжёлое ранение и был вынужден снять осаду. 26 сентября Муса II ибн Муса скончался по пути в Туделу. Его преемником в качестве главы семьи Бану Каси стал его сын Лубб I ибн Муса.

### Семья
Муса II ибн Муса был женат два раза. Одной из его жён была Ассона, дочь короля Памплоны Иньиго Аристы, второй — его двоюродная сестра Маймона, дочь Захира ибн Фортуна. Детьми от этих браков были:
- Лубб I ибн Муса (умер 27 апреля 875) — вали Толедо (859—873 и 874—875)
- Мухаммад
- Мутарриф (казнён в 873) — вали Туделы (871—873)
- Исмаил ибн Муса (умер в 889) — вали Сарагосы (872—882) и Лериды (?—889)
- Фортун — вали Туделы (до 882)
- сын (погиб в 842)
- Ория — жена Гарсии. Большинство историков считает, что мужем Ории был король Памплоны Гарсии I Иньигеса, однако есть предположение, что её супругом мог быть и Гарсия, погибший в битве при Клавихо в 859 году
- дочь — жена вали Гвадалахары Ицрака ибн Салима.